# Kategoria Superiore Femra
Die Kategoria Superiore Femra (offiziell Abissnet Superiore Femra, albanisch auch Kampionati kombëtar i femrave (deutsch Nationale Frauen-Meisterschaft)) ist die höchste Spielklasse im Frauenfußball in Albanien. Die Meisterschaft wurde 2009 erstmals ausgetragen.

## Geschichte
Die Meisterschaft wurde 2009 erstmals ausgetragen. Die erste Meisterschaft wurde als K.-o.-Turnier ausgetragen. Erster offizieller Meister war der Verein Tirana AS.
Die Saison 2010/11 wurde erstmals im Ligasystem ausgetragen und von KS Ada Velipoja gewonnen. Seit 2011 dürfen die Frauenfußballvereine Albaniens an der UEFA Women’s Champions League teilnehmen. Dementsprechend war KS Ada Velipoja, der erste albanische Fußballverein, der in diesem Wettbewerb antrat. Dort verlor der Verein alle drei Qualifikationsspiele und schied mit einem Torverhältnis von 0:34 Toren und 0 Punkten aus.
Der KFF Vllaznia Shkodra, mit dem KS Ada Velipoja 2013 fusionierte, hat seither alle Meisterschaften gewonnen.  2022/23 konnten sie die Gruppenphase der Champions League erreichen, wo sie gegen FC Chelsea, Paris Saint-Germain und Real Madrid als Gruppenvierte ausschieden.

## Teilnehmer 2023/24
| Verein              | Stadt   |
| ------------------- | ------- |
| KF Laçi             | Laç     |
| KS Teuta Durrës     | Durrës  |
| KF Apolonia Fier    | Fier    |
| KF Gramshi          | Gramsh  |
| FC Kinostudio       | Tirana  |
| KF Skënderbeu Korça | Korça   |
| KS Vllaznia Shkodra | Shkodra |
| KF Tirana           | Tirana  |
| FK Partizani Tirana | Tirana  |
| KS Lushnja          | Lushnja |

## Bisherige Meister
- 2009: 00Tirana AS (K.O.-System)
- 2010/11: KS Ada Velipoja
- 2011/12: KS Ada Velipoja
- 2012/13: KS Ada Velipoja
- 2013/14: KS Vllaznia Shkodra *
- 2014/15: KS Vllaznia Shkodra
- 2015/16: KS Vllaznia Shkodra
- 2016/17: KS Vllaznia Shkodra
- 2017/18: KS Vllaznia Shkodra
- 2018/19: KS Vllaznia Shkodra
- 2019/20: KS Vllaznia Shkodra
- 2020/21: KS Vllaznia Shkodra
- 2021/22: KS Vllaznia Shkodra
- 2022/23: KS Vllaznia Shkodra
- 2023/24: KS Vllaznia Shkodra
- 2024/25: KS Vllaznia Shkodra

## Anzahl der Titel
| Verein              | Titel | Jahr                                                                   |
| ------------------- | ----- | ---------------------------------------------------------------------- |
| KS Vllaznia Shkodra | 12    | 2014, 2015, 2016, 2017, 2018, 2019, 2020, 2021, 2022, 2023, 2024, 2025 |
| KS Ada Velipoja     | 3     | 2011, 2012, 2013                                                       |
| Tirana AS           | 1     | 2009                                                                   |